# 多樂島

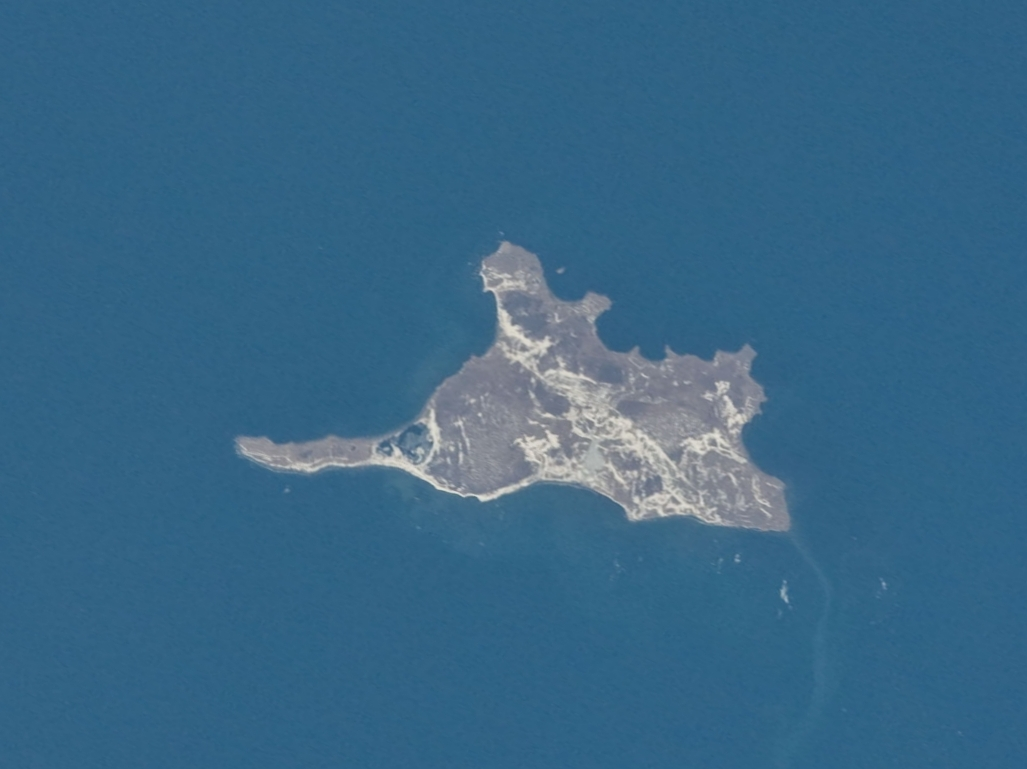
多樂島空照圖

多樂島（日语：／ Taraku tō */?），俄羅斯稱波隆斯科戈島（羅馬化：Ostrov Polonskogo），是日俄爭議領土齒舞群島中的一個島嶼，為齒舞群島最北端的島嶼，面積為11.69平方公里。該島現時由俄羅斯實際控制，而日本則對該島宣示主權。
该岛的日語名稱來自於阿伊努語「torar-uk」（取皮繩的地方），俄语名字“波隆斯科戈”来源于俄罗斯探险家亚历山大·谢苗诺维奇·波隆斯基。

## 現況

### 日本方面
日本宣稱擁有此島主權。日本行政劃分為北海道根室支廳。日本主張北方四島（南千島群島）一同歸還。

### 俄羅斯方面
俄羅斯實際控制。目前俄羅斯在此島配置了少量沿岸警察、隸屬於俄羅斯遠東沙夏林州的邊防警衛隊。

## 外部連結
- misestudchino: 千島列島 - Chishima rettō (archipiélago de las Mil Islas) （页面存档备份，存于）